# Conseil départemental de l'Essonne
Le conseil départemental de l’Essonne est l'assemblée délibérante qui administre le département français et francilien de l’Essonne, qui est une collectivité territoriale décentralisée.
Son siège est situé à Évry-Courcouronnes, préfecture du département.
Jusqu'aux élections départementales de 2015, il était dénommé conseil général de l'Essonne.

## Histoire
Le département est créé en 1968 dans le cadre de la réorganisation de la région parisienne en 1964.
Les premiers conseillers généraux de l’Essonne au nombre de vingt-sept furent élus lors des élections cantonales de 1967, en application du décret no 67-589 du 20 juillet 1967, ils entrèrent en fonction le 1er janvier 1968.
Compte tenu de la croissance démographique du département, et en application du décret no 75-1116 du 25 novembre 1975, le nombre de conseillers généraux fut porté à trente-cinq puis en application du décret no 85-83 du 23 janvier 1985 ils furent quarante-deux, nombre conservé dans le cadre du redécoupage cantonal de 2014.
En 1997, la gestion du conseil général avait été mise en cause dans le cadre de l’affaire des emplois fictifs du conseil général de l'Essonne concernant notamment Xavière Tiberi, les affaires politico-financières du conseil général de l'Essonne et son ancien président Xavier Dugoin a été condamné pour trafic d’alcool, salaires fictifs et corruption. En 2010 le conseil général adhéra au syndicat mixte Paris Métropole.
Depuis les élections départementales françaises de 2015, le conseil général de l'Essonne est désormais dénommé Conseil départemental de l'Essonne.

## Compétences
Le département exerce les compétences qui sont déterminées par le code général des collectivités territoriales.
Cette collectivité territoriale est administrée par son assemblée délibérante, dénommée depuis 2015 le conseil départemental. L'assemblée départementale élit son président et ses vice-présidents, ainsi que la commission permanente, désignée au scrutin proportionnel à la plus forte moyenne, qui disposent de pouvoirs propres ou délégués par le conseil départemental. Celui-ci prend par ses délibérations l'ensemble des autres décisions concernant la collectivité territoriale, et notamment détermine ses politiques publiques, vote son budget et les taux des impôts qu'elle perçoit.
Les compétences du département, administré par son conseil, sont fixées par la loi no 82-213 du 2 mars 1982 fixant les droits et libertés des communes, départements et régions et les lois no 83-8 du 7 janvier 1983, no 83-663 du 22 juillet 1983 et no 83-1186 du 29 décembre 1983 portant sur la répartition des compétences entre l’État et les collectivités locales. Ces lois lui attribuent les compétences d’aide sociale à l'enfance, d’aide aux personnes handicapées, d’aide aux personnes âgées, l’entretien et l’investissement des routes départementales, l’organisation des transports et le soutien au développement économique. La loi no 2003-1200 du 18 décembre 2003 a ajouté la compétence en matière de revenu minimum d'insertion et la loi constitutionnelle no 2003-276 du 28 mars 2003 a instauré le principe de décentralisation.
La loi no 2004-809 du 13 août 2004 relative aux libertés et responsabilités locales a ajouté les compétences de gestion de certaines routes nationales, l’entretien et l’investissement dans les collèges, l’aide au logement, la protection maternelle et infantile, la gestion des cours d'eau et lacs, des espaces naturels sensibles, la gestion du schéma départemental des établissements d’enseignement culturel, des archives, bibliothèques et musées départementaux, l’entretien des immeubles possédés par l’État classés et inscrits aux monuments historiques, le financement du service départemental d'incendie et de secours,.
Aux termes de la loi de modernisation de l'action publique territoriale et d'affirmation des métropoles du 27 janvier 2014
les départements ont « compétence pour promouvoir les solidarités et la cohésion territoriale sur le territoire départemental, dans le respect de l'intégrité, de l'autonomie et des attributions des régions et des communes. »
En 2010, le département finance le réseau de bus Albatrans, la rénovation urbaine, la banque des savoirs de l'Essonne, l’association culturelle et technique de l’Essonne, l’agence pour l’économie en Essonne, le comité départemental du tourisme, le fonds de solidarité pour le Logement.
Au titre de sa politique environnementale, le conseil général de l’Essonne a été récompensé en 2010 par le grand prix de l’environnement des villes et territoires d’Île-de-France et les prix pour la préservation et la mise en valeur des espaces verts et des paysages, pour la gestion et le traitement des déchets, la valorisation et la prévention.

## Gouvernance

### Élus
Le conseil départemental est constitué de 42 conseillers départementaux, à raison de deux élus pour chacun des 21 cantons du département

### Liste des présidents
Avant les lois de décentralisation de 1982, les séances du conseil général étaient menées par son président, mais l’exécutif du département était le préfet. Après cette date, le président du conseil général, puis du conseil départemental, représente l'institution départementale, dirige ses services et dispose de prérogatives propres.
Sept présidents se sont succédé à la tête du conseil général puis départemental depuis l’élection du premier en 1967, lors de la création du département par scission de la Seine-et-Oise :
| Période | Période                        | Identité          | Étiquette   | Qualité |
| ------- | ------------------------------ | ----------------- | ----------- | --- |
| 1967    | 1976                           | Pierre Prost      | SE          | Trésorier-payeur général et Conseiller d’État Conseiller général de Brunoy (1967 → 1979) Sénateur de Seine-et-Oise (1967 → 1968) Sénateur de l'Essonne (1968 → 1977) Maire de Brunoy (1947 → 1977)                                                   |
| 1976    | 1982                           | Robert Lakota     | PCF         | Ouvrier métallurgiste, permanent politique, secrétaire fédéral du PCF Conseiller général de Vigneux-sur-Seine (1976 → 1984) |
| 1982    | 1988                           | Jean Simonin,     | RPR         | Ancien militaire, ingénieur Conseiller général de Bièvres (1967 → 1988) Sénateur de l'Essonne (1986 → 1993) Maire de Verrières-le-Buisson (1965 → 1977)                                                                                              |
| 1988    | 1998                           | Xavier Dugoin     | RPR         | Cadre financier Conseiller général de Mennecy (1988 → 1999) Sénateur de l'Essonne (1995 → 2001) Député de l'Essonne (2e circ.) (1988 → 1995) Maire de Mennecy (1989 → 2001 et 2008 → 2011)                                                           |
| 1998    | 2011                           | Michel Berson     | PS puis DVG | Cadre de banque Conseiller général d'Yerres (1994 → 2001) Député de l'Essonne (1981 → 2011) Conseiller général d'Yerres (1994 → 2001) Conseiller général d'Évry-Nord (2001 → 2014) Sénateur de l'Essonne (2011 → 2017) Maire de Crosne (1977 → 1998) |
| 2011    | 2015                           | Jérôme Guedj      | PS          | Inspecteur général des Affaires sociales Conseiller général de Massy-Est (1998 → 2015) Député de l'Essonne (6e circ.) (2012 → 2014) Conseiller municipal de Massy                                                                                    |
| 2015    | En cours (au 1er juillet 2021) | François Durovray | UMP → LR    | Cadre territorial Conseiller départemental de Vigneux (2015 → ) Maire de Montgeron (2014 → 2015) Président de la CA Val d'Yerres Val de Seine (2016 → ) Réélu pour le mandat 2021-2027,                                                              |

### Commission permanente
Dans l’intervalle des sessions publiques de l’assemblée délibérante, la commission permanente composée du président, des vice-présidents et, d'autres membres du conseil départemental, prend de nombreuses décisions. Cette commission permanente, qui tient ses pouvoirs de l’assemblée délibérante, gère les affaires que lui a déléguées le Conseil départemental.
La commission permanente est élue par l'assemblée départementale.
Au terme des élections départementales de 2021 dans l'Essonne, le conseil départemental a réélu le 1er juillet 2021 son président, François Durovray, conseiller départemental de Vigneux-sur-Seine, ainsi que ses douze vice-présidents, qui sont :
1. Michel Bournat, conseiller départemental de Gif-sur-Yvette, chargé des partenariats avec les territoires, de l’enseignement supérieur, de la recherche et des projets transversaux ;
2. Sandrine Gelot, conseillère départementale de Longjumeau, chargée de la culture, des sports, de la jeunesse et de la vie associative ;
3. Nicolas Méary, conseiller départemental de Brétigny-sur-Orge, chargé de la biodiversité et de la transition écologique ;
4. Sophie Rigault, conseillère départementale de Brétigny-sur-Orge, chargée des mobilités et de la voirie ;
5. Patrick Imbert, conseiller départemental de Mennecy, chargé de l’attractivité du territoire et la prospective ;
6. Brigitte Vermillet, conseillère départementale de Savigny-sur-Orge, chargée de l’habitat et du patrimoine départemental ;
7. Alexandre Touzet, conseiller départemental d'Arpajon, chargé de la citoyenneté, de la prévention, de la sécurité et du monde combattant ;
8. Marie-Claire Chambaret, conseillère départementale d’Étampes, chargée de l’autonomie ;
9. Jérôme Bérenger, conseiller départemental de Viry-Châtillon, chargé des collèges et de la réussite éducative ;
10. Dany Boyer, conseillère départementale de Dourdan, chargée de la famille, la solidarité et de l’insertion ;
11. Nicolas Samsoen, conseiller départemental de Massy, chargé des finances et de l’efficacité des politiques publiques ;
12. Dominique Bougraud, conseillère départementale d'Arpajon, chargée des ressources humaines et des affaires générales.

## Organisation administrative

### Administration

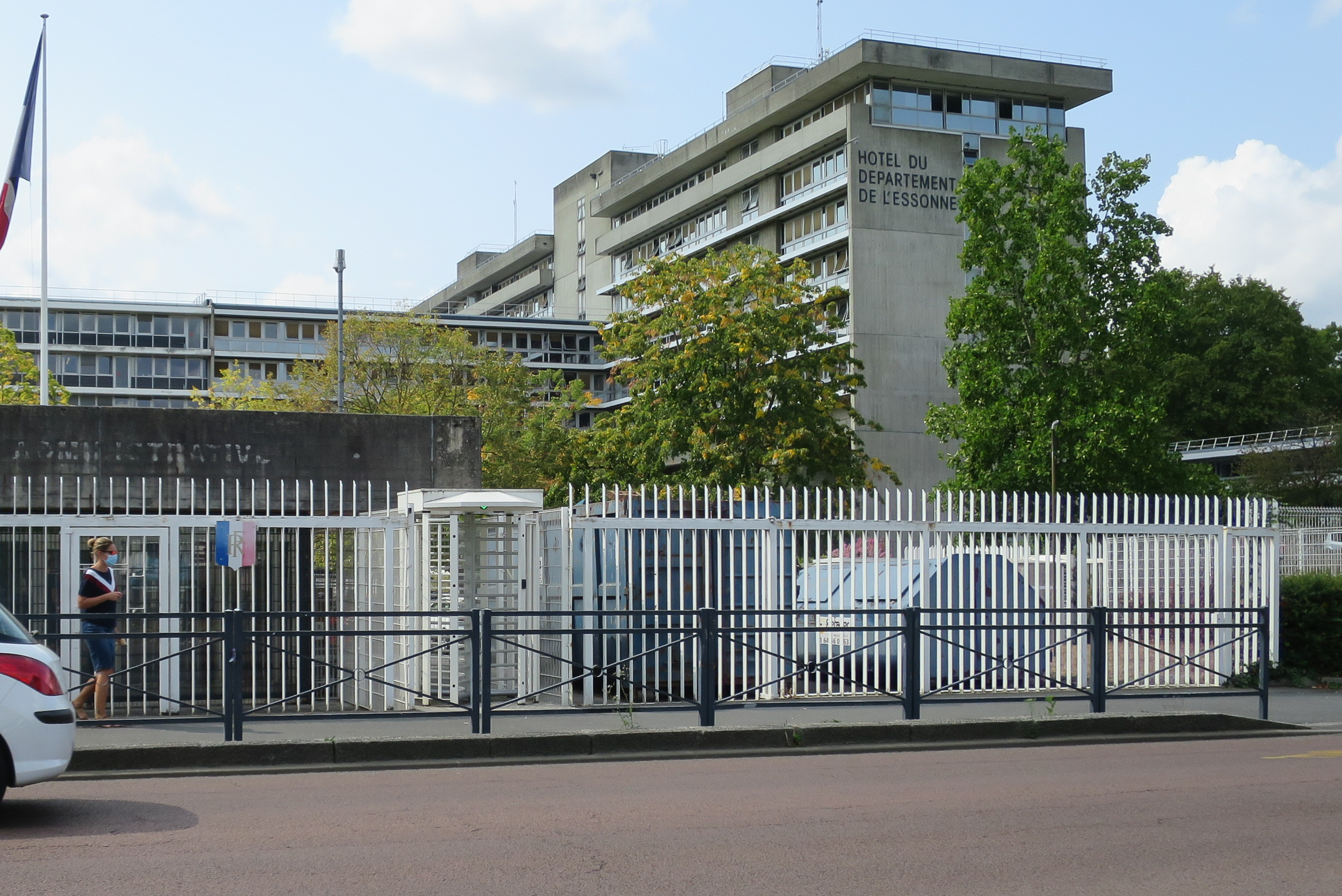
L’Hôtel du département à Évry-Courcouronnes.

#### Directions
L'organisation des services départementaux et de l'administration relèvent d'un directeur général des services. Les services sont alors regroupés au sein de cinq directions générales adjointes : « Territoires et mobilités », « Solidarités », « Éducation, citoyenneté, culture et sports », « Équipements et Environnement », « Accompagnement et Ressources ».

### Identité visuelle
Le conseil départemental représentant le département s’est doté depuis 1998 de huit logotypes. En 2009 à l’occasion de la présentation du projet de réforme des collectivités locales et du projet de suppression de la taxe professionnelle, la majorité de gauche du conseil départemental lança une campagne de communication pour défendre « les services publics locaux » et « la liberté d’action des collectivités locales » avec pour slogan : « L’Essonne, j’y tiens ! ». Ce slogan est aujourd’hui devenu celui du conseil départemental et est utilisé pour toute la communication institutionnelle.
Le conseil départemental est en outre propriétaire de la marque commerciale « Banque numérique des savoirs de l'Essonne » depuis le 7 novembre 2003.

Logotype du conseil général de l’Essonne (version 1998) avec le thème du tangram.
Logotype du conseil général de l’Essonne (version 2000) conservant le thème du tangram.
Logotype du conseil général de l’Essonne (version 2002) abandonnant le tangram au profit d’un simple losange.
Logotype du conseil général de l’Essonne (version 2007), titre à gauche en capitales et inversion des couleurs.
Logotype du conseil général de l’Essonne (version 2008), ajout de l’encadré blanc.
Logotype du conseil général de l’Essonne (version 2009).
Logotype du conseil départemental de l'Essonne (version 2015).
Logotype du conseil départemental de l'Essonne (version 2022).

### Coopération décentralisée
| Le conseil départemental de l’Essonne a développé des associations de jumelage avec : - Préfecture d'Ibaraki (Japon) depuis 1986 - (ja) 茨城県 située à 9 707 kilomètres. Le département s’est aussi engagé depuis 1996 dans un programme d’appui au développement du cercle de Diéma au Mali et dans un programme de codéveloppement avec les départements de Nippes et du Sud en Haïti depuis 2004. Sur son site officiel, le conseil général présente aussi une convention de coopération décentralisée avec le cercle de Douentza. | align="right" | \| Essonne Ibaraki \| |
| Essonne Ibaraki |               |                       |

## Sources
1. ↑  En 1966, à la veille de la création du nouveau département de l'Essonne, son territoire défini dans l'ancien département de Seine-et-Oise comportait dix-huit cantons :
2. ↑  Texte du décret du 20 juillet 1967 portant création des cantons de l'Essonne sur le site legifrance.gouv.fr Consulté le 04/06/2009.
3. ↑  Cécile Chevallier, « l y a 50 ans, les élus de l’Essonne tenaient leur première assemblée : En octobre 1967, les premiers conseillers généraux ont tenu la première séance du département nouvellement créé. Un anniversaire célébré ce mercredi, où était rassemblée la mémoire politique du département », Le Parisien, édition de l'Essonne,‎ 5 octobre 2017 (lire en ligne, consulté le 30 mai 2018).
4. ↑  Fac-similé du décret no 75-1116 du 25 novembre 1975 sur le site legifrance.gouv.fr Consulté le 22/08/2009.
5. ↑  Fac-similé du décret no 85-83 du 23 janvier 1985 sur le site legifrance.gouv.fr Consulté le 22/08/2009.
6. ↑  Relance des poursuites du CG91 à l’encontre de Xavière Tibéri sur le site d’informations TF1 LCI. Consulté le 02/02/08.
7. ↑  Procès de corruption généralisée au CG91 sur le site d’information Le Ruisseau. Consulté le 02/02/08.
8. ↑  Liste des membres du Paris Métropole sur le site officiel du syndicat. Consulté le 18/12/2010.
9. ↑  Article L. 3211-2 du code général des collectivités territoriales, sur Légifrance
10. ↑  Texte de la loi no 82-213 sur le site legifrance.gouv.fr Consulté le 17/04/2010.
11. ↑  Texte de la loi no 83-8 sur le site legifrance.gouv.fr Consulté le 17/04/2010.
12. ↑  Texte de la loi no 83-663 sur le site legifrance.gouv.fr Consulté le 17/04/2010.
13. ↑  Texte de la loi no 83-1186 sur le site legifrance.gouv.fr Consulté le 17/04/2010.
14. ↑  Texte de la loi no 2003-1200 sur le site legifrance.gouv.fr Consulté le 17/04/2010.
15. ↑  Texte de la loi no 2003-276 sur le site legifrance.gouv.fr Consulté le 17/04/2010.
16. ↑  Texte de la loi no 2004-809 sur le site legifrance.gouv.fr Consulté le 17/04/2010.
17. ↑  Présentation du SDIS 91 sur le site officiel du conseil général de l’Essonne. Consulté le 17/08/2010.
18. ↑  Présentation des compétences obligatoires sur le site officiel du conseil général de l’Essonne. Consulté le 17/04/2010.
19. ↑  Article L. 3211-1 du code général des collectivités territoriales.
20. ↑  Présentation de l’AEE sur le site officiel du conseil général. Consulté le 17/08/2010.
21. ↑  Présentation du CDT sur le site officiel du conseil général. Consulté le 17/04/2010.
22. ↑  Présentation du FSL sur le site officiel du conseil général de l’Essonne. Consulté le 17/04/2010.
23. ↑  Lauréats 2010 du Grand prix de l'Environnement sur le site de l'association. Consulté le 30/10/2010.
24. ↑  Loi no 64-707 du 10 juillet 1964 portant réorganisation de la région parisienne, JORF no 162 du 12 juillet 1964, p. 6204–6209, fac-similé sur Légifrance.
25. ↑  « Essonne : M. Pierre Prost, sénateur (Rép. ind.), l'emporte sans difficulté », Le Monde,‎ 6 octobre 1967 (lire en ligne, consulté le 30 mai 2018).
26. ↑  « Dans la région parisienne : Essonne : M. Lakota (P.C.) », Le Monde,‎ 19 mars 1976 (lire en ligne, consulté le 30 mai 2018) « M. Robert Lakota, conseiller général de Vigneux et secrétaire fédéral du P.C., a été élu par vingt et une voix contre treize à M. Pierre Ceccaldi-Pavard (mod. maj.), maire de Dourdan, et une abstention ».
27. ↑  « Les départements et leurs nouveaux patrons : Essonne : les limites du changement », Le Monde,‎ 30 mars 1982 (lire en ligne, consulté le 30 mai 2018) « Le pouvoir départemental est, en effet, désormais incarné par M. Jean Simonin (R.P.R.), qui est devenu, le mercredi 24 mars, par 18 voix contre 16 au président sortant M. Robert Lakota (P.C.), le nouveau " patron " de l'Essonne. (...) Il a fallu en effet près de trois jours de discussions et de tractations au sein de l'UPE (Union pour l'Essonne), qui rassemble les élus du R.P.R., de l'U.D.F. et des non-inscrits, pour que la candidature de M. Simonin fasse l'unanimité ».
28. ↑  « Simonin Jean, ancien sénateur de l'Essonne », Anciens sénateurs Ve République, sur senat.fr (consulté le 30 mai 2018).
29. ↑  « Sénat: Mort de Jean Simonin (RPR) », Le Monde,‎ 10 novembre 1993 (lire en ligne, consulté le 30 mai 2018).
30. ↑  « Les nouveaux élus », Le Monde,‎ 9 octobre 1988 (lire en ligne, consulté le 30 mai 2018) « M. Xavier Dugoin succède à M. Jean Simonin, sénateur RPR, qui ne s'était pas représenté aux élections cantonales. Bien qu'élu pour la première fois le 2 octobre à l'assemblée départementale, il en devient facilement le président puisqu'il ne lui a manqué que deux voix sur sa majorité théorique ».
31. ↑  Olivier Bertrand, « Un aventurier grisé par le succès facile. Parti de zéro, le président RPR de l'Essonne a toujours rêvé à un destin national », Libération,‎ 24 juillet 1996 (lire en ligne, consulté le 30 mai 2018).
32. ↑  « Xavier Dugoin n'est plus sénateur : L'ancien président du Conseil général des Hauts-de-Seine avait été condamné le 18 octobre dernier à dix-huit mois d'inéligibilité », L'Obs,‎ 16 janvier 2001 (lire en ligne, consulté le 30 mai 2018).
33. ↑  AFP, « Démission du maire UMP de Mennecy », Le Figaro,‎ 7 janvier 2011 (lire en ligne, consulté le 30 mai 2018) « Le maire UMP de Mennecy (Essonne), Xavier Dugoin, a annoncé hier soir sa démission au profit de son fils Jean-Philippe Dugoin-Clément, actuel adjoint aux finances, lors de ses vœux au personnel communal, a-t-on appris aujourd'hui auprès de la majorité et de l'opposition ».
34. ↑  Sébastien Morelli et Cécile Chevallier, « Essonne : Michel Berson, figure politique du département, s’est éteint à l’âge de 75 ans : Michel Berson est décédé ce jeudi à l’hôpital des suites d’un cancer. Élu à divers mandats de 1977 à 2017, l’ancien socialiste fut notamment le président du conseil général de 1998 à 2011 », Le Parisien,‎ 8 avril 2021 (lire en ligne, consulté le 8 avril 2021) « Cet homme de gauche, longtemps socialiste avant de se rapprocher des idées macronistes, fut une figure politique marquante du département, successivement maire de Crosne (1977-1998), député (1981-1997) et sénateur (2011-2017), soit quarante ans de mandats ».
35. ↑  « La der de Michel Berson : L'ex-patron du département va annoncer son départ du conseil général. Le sénateur (DVG) sera remplacé par une jeune élue issue de la diversité », Le Parisien, édition de l'Essonne,‎ 27 janvier 2014 (lire en ligne, consulté le 30 mai 2018) « C'était en 1994. Michel Berson, alors maire socialiste de Crosne, est élu à 49 ans conseiller général d'opposition sous la mandature du RPR Xavier Dugoin. En 1997, il prend la tête du groupe socialiste avant, un an plus tard, de contribuer à renverser cette citadelle de droite et d'en garder la présidence pendant treize ans (1998-2011) (...) Après avoir transmis le flambeau de la présidence en 2011 à Jérôme Guedj (PS), être redevenu conseiller général « de base » et avoir été élu sénateur en perdant au passage son étiquette socialiste pour cause de dissidence, l'élu de 69 ans, aujourd'hui divers gauche, a décidé de mettre fin prématurément à son mandat au département ».
36. ↑  Emmanuèle Bailly, « Jérôme Guedj (UG), président sortant du Conseil général, élu à Massy : Jérôme Guedj (Union de la Gauche) est élu à Massy alors que l'Essonne, a basculé à droite dimanche à l'issue du second tour des élections départementales », France 3 Paris Île-de-France,‎ 29 mars 2015 (lire en ligne, consulté le 30 mai 2018).
37. ↑  Jérôme Lemonnier, « La consécration pour François Durovray : Après une semaine forte en rebondissements, François Durovray a été élu à la présidence du Conseil départemental de l’Essonne. Il a présenté les grandes lignes de son programme face à l’assemblée départementale où flottait une certaine tension par moments », sur Essonne info, 3 avril 2015 (version du 2 juillet 2015 sur Internet Archive).
38. ↑  Sébastien Morelli et Cécile Chevallier, « Je me rase en pensant à l’Essonne » : François Durovray réélu à la tête du département : Seul candidat à sa succession, le conseiller départemental LR de Vigneux-sur-Seine a été réélu sans surprise ce jeudi, pour sept ans, à la tête de l’Essonne, après la victoire de sa majorité dimanche soir », Le Parisien,‎ 1er juillet 2021 (lire en ligne, consulté le 2 juillet 2021) « Ce jeudi matin, le conseiller départemental de Vigneux-sur-Seine a été réélu à la tête du département de l’Essonne avec 26 voix pour, 13 blancs et 3 nuls. L’opposition n’a pas présenté de candidat ».
39. 1 2  Thibaut Faussabry, « Sans surprise, François Durovray est réélu président du conseil départemental de l'Essonne : François Durovray a été réélu ce jeudi 1er juillet 2021, président du conseil départemental de l'Essonne pour les sept ans à venir. Il était le seul candidat à sa succession », Actu Essonne,‎ 1er juillet 2021 (lire en ligne, consulté le 2 juillet 2021) « Cette fois-ci, il n’y a pas eu de surprise comme en 2015 quand François Durovray avait été élu devant Georges Tron à la tête du Département. Ce jeudi 1er juillet 2021, l’élu âgé de 50 ans a été réélu président du conseil départemental ».
40. ↑  Article L. 3122-4 du code général des collectivités territoriales, sur Légifrance
41. ↑  « essonne.fr/le-conseil-departem… »(Archive.org • Wikiwix • Archive.is • Google • Que faire ?).
42. ↑  Conseil départemental de l'Essonne, « Les services du Conseil départemental : Fonctionnement du Département - Conseil départemental de l'Essonne - CD91 », sur essonne.fr (consulté le 19 novembre 2018).
43. ↑  Article Conseil général de l'Essonne : six logos en onze ans ! sur le site observatoiredessubventions.com Consulté le 06/02/2011.
44. ↑  Site officiel de la pétition départementale contre la réforme des collectivités locales et de leur financement. Consulté le 17/04/2010.
45. ↑  Fiche de la marque Banque numérique des savoirs de l'Essonne sur le site de l'Inpi. Consulté le 06/12/2010.
46. ↑  Présentation du jumelage avec la l’Ibaraki sur le site du ministère français des affaires étrangères. Consulté le 24/10/2009.
47. ↑  Fiche du programme de coopération entre l’Essonne et le cercle de Diéma sur le site du ministère français des affaires étrangères. Consulté le 24/10/2009.
48. ↑  Fiche du programme de codéveloppement sur le site du ministère français des Affaires étrangères. Consulté le 24/10/2009.
49. ↑  Présentation du partenariat avec le Mali sur le site officiel du conseil général. Consulté le 17/04/2010.